# 990-ті до н. е.
990-ті роки до н. е.  — десятиліття, що тривало з 999 до н. е. по 990 до н. е.

## Правителі
- фараони Єгипту Аменемопет та Осоркон Старший;
- цар Ассирії Ашшур-рабі II;
- цар Вавилонії Еулмаш-шакін-шумі;
- вани Чжоу Кан-ван та Чжао-ван.